# كلو ماكسويل
كلو ماكسويل (بالإنجليزية: Chloe Maxwell)‏ هي صحفية وعارضة أسترالية، ولدت في 6 يوليو 1976.

## وصلات خارجية
- كلو ماكسويل على موقع IMDb (الإنجليزية)
- كلو ماكسويل على موقع قاعدة بيانات الفيلم (الإنجليزية)
- كلو ماكسويل على موقع دليل عارضات الأزياء (الإنجليزية)